# Lucan (Dublín)
Lucan (en gaèlic irlandès Leamhcán que vol dir “Lloc dels oms”) és un barri de Dublín, al comtat de Dublín Sud, a la província de Leinster. Està situat a 15 quilòmetres del centre de la capital irlandesa i assentat en les confluències dels rius Liffey i Griffeen.
El pintoresc i vell lloc reté el seu caràcter malgrat albergar zones de cases expandint-se que són suburbis de Dublín. Aquestes noves urbanitzacions es dirigeixen cap a l'Est, fins al Centre Comercial Liffey Valley i en el Sud cap a Clondalkin i Palmerstown.

## Història
El seu nom en irlandès, 'leamhcán' vol dir 'lloc dels oms'. El nom probablement prové d'un poble que viatjaven pel riu, com Lucan és el primer lloc que es troben oms si es viatja cap a l'interior de la Liffey. Hi ha vestigis d'assentaments prehistòrics al voltant fr Vesey Park, encara que no s'ha fet molta recerca arqueològica a la zona. Hom creu que a través de l'actual Lucan corria un camí que unia la xarxa cap al pujol de Tara, continuant fins al turó del cementiri Esker.
Quan Oliver Cromwell va arribar a Irlanda, Lucan tenia 120 habitants. El líder jacobita irlandès, Patrick Sarsfield, va néixer en aquesta localitat. El rei Jaume II el va proclamar comte de la localitat en 1690.
El descobriment d'un spa sulfurós a Lucan en 1758 va donar importància al districte, i es va convertir en una meca per als partits del cap de setmana de Dublín i els seus voltants. Es va construir un saló de ball es va aixecar i, posteriorment, un hotel.

## Comunicacions i transports
Lucan està situat en la Nacional 4 entre Dublín i Sligo. També passa per Lucan l'autopista M50. Els autobusos de l'àrea Metropolitana de Dublín, 25/A/X, 66/A/B/X i 67/A/X, enllacen la població de Lucan amb el centre de la ciutat de Dublín (Baile Ath Cliath Án Lar).

## Educació
La localitat de *Lucan té diversos col·legis entre els quals es poden destacar els de "Colaiste Padraig", "St Joseph's Girls School", "St Mary National Boys School", "St. Mary Girls Primary School", "St Andrew's mixed Primary School" i el col·legi de secundària en llengua gaèlica "Colaiste Cois Life"
A causa de la proximitat i bona comunicació amb la capital i, a diversos col·legis de llengua anglesa per a estrangers situats en poblacions properes com Clondalkin, Palmerstown, etc. Lucan sol ser un lloc de trobada d'estudiants estrangers acollits per famílies irlandeses en els mesos estivals.

## Personatges
- James Gandon, arquitecte georgià
- Paul Gogarty, polític
- Liam Lawlor, polític
- Paul Noonan, músic
- Aaron Callaghan, entrenador del Bohemians fc
- Ernest Shackleton, explorador
- Patrick Sarsfield, 1r comte de Lucan
- John i Edward Grimes, cantats